# Raffaele Ragione
Raffaele Ragione (Napoli, 6 aprile 1851 – Napoli, novembre 1925) è stato un pittore italiano.

## Biografia
Istintivo e originale, di stile tardo-impressionista, formatosi all'Accademia di belle arti di Napoli, alla scuola di Domenico Morelli e di Stanislao Lista, Ragione si distinse nei ritratti e nelle scene di genere, dimostrandosi prolifico e sensibile alle variazioni della luce del giorno.
Nelle sue prime opere, come in Bosco di Capodimonte, subì il contatto con la Scuola di Resìna fondata da Marco De Gregorio, Federico Rossano e Giuseppe De Nittis che raccoglieva a Napoli un gruppo di pittori che dipingevano dal vero. Egli sapeva cogliere - en plein air - piccole scene di vita quotidiana in ambito borghese, che deponeva sulla tela con tinte fresche ariose e delicate, rese a piccole e grandi macchie. Si presentò con opere in questo stile alle mostre annuali della società Promotrice di Napoli, dal 1873 al 1897. Nel 1873 espose La vettura improvvisata; nel 1874, I racconti della nonna; nel 1875, Il pane povero; nel 1876, L'insegnamento al lavoro;  nel 1880, Ultima speranza; nel 1881, La speranza di una povera madre.
Fu anche presente a mostre della Promotrice di Genova, nel 1874 e nel 1875, espose a Milano nel 1874 e nel 1895, a di Torino negli anni 1875 e 1878 e a Roma nel 1893.
Trasferitosi a Parigi, nel 1902, assunse uno stile ancor più fresco, morbido e spontaneo, più vicino ai modi degli impressionisti. Restò nella capitale francese fino al 1923, quando tornò a Napoli.
La Galleria dell'Accademia di belle arti di Napoli possiede Comunicanda, olio su tela, 41x63,5 cm.

## Altre opere
- Figure al Parc Monceau
- Pomeriggio a Parc Monceau
- Galleria Umberto I
- Le sorelle
- I tre amici
- Ricamatrici in giardino
- Scena cittadina, 1905
- Spiaggia in Normandia
- Gioco del tennis, Parigi